# اوريكس
اوريكس (اليونانية: Όρυξ) كانت قرية قديمة في أركاديا، وهي جزء من منطقة كليتور(1). وتقع على نهر ادون، بين ناسوي وثالياديس(2). ويعتقد أن موقع المدينة القديمة لتكون في أو بالقرب من خزان لادون(3) الحالي.